# Nina Curtis
Nina Curtis (* 24. Januar 1988 in Sydney) ist eine australische Seglerin.

## Erfolge
Nina Curtis nahm an den Olympischen Spielen 2012 in London mit Lucinda Whitty als Crewmitglied der Rudergängerin Olivia Price in der Bootsklasse Elliott 6m teil. In der im Match Race ausgetragenen Regatta qualifizierte sich das australische Boot als Erster der Gruppenphase für das Viertelfinale. Nach Siegen gegen das niederländische und das finnische Boot unterlagen die Australierinnen im abschließenden Duell um die Goldmedaille den Spanierinnen, sodass sie die Silbermedaille gewannen. Bei Weltmeisterschaften wurde sie 2010 in Rhode Island Dritte.